# Floricomus mulaiki
Floricomus mulaiki là một loài nhện trong họ Linyphiidae.
Loài này thuộc chi Floricomus. Floricomus mulaiki được Willis J. Gertsch & Michael Davis miêu tả năm 1936.